# E601号線
E601号線 (E601ごうせん、英: European route E601) はフランスにあり、ニオール – ラ・ロシェルを結ぶ、欧州自動車道路のBクラス幹線道路。
- フランス
  - E05号線 – ニオール
  - E03号線,E602号線 – ラ・ロシェル